# Günther Schroeder-Printzen
Günther Schroeder-Printzen (* 28. August 1924 in Hamburg; † 27. Juni 2011) war ein deutscher Jurist.

## Werdegang
Schroeder-Printzen leistete nach seinem Abitur von 1943 bis 1945 Kriegsdienst im Zweiten Weltkrieg in der Marine. Anschließend nahm er in seiner Geburtsstadt 1946 ein rechtswissenschaftliches Studium auf. 1950 schloss er dieses mit dem Ersten Staatsexamen ab. 1952 bestand er das Zweite Staatsexamen. Zu Beginn seiner beruflichen Laufbahn war er Kammervorsitzender am Oberversicherungsamt Bremen. Es folgte ab Januar 1954 eine Tätigkeit als Richter am Sozialgericht Bremen. 1964 wechselte er als Richter ans Landessozialgericht Bremen. Im Mai 1967 wurde er schließlich zum Richter am Bundessozialgericht ernannt. Beim BSG war er dem 3. Senat zugeordnet und befasste sich somit mit den Rechtsfragen der gesetzlichen Krankenversicherung. Auch gehörte er dem 6. Senat an, in dem er sich mit den Rechtsproblemen des Kassenarztrechts auseinandersetzte. Seit November 1973 ging er seiner richterlichen Tätigkeit dann im für die gesetzliche Unfallversicherung und das Kindergeldrecht zuständigen 8. Senat nach. Nach seiner Ernennung zum Vorsitzenden Richter am 1. Februar 1976 übte er dieses Amt im 3. und 6. Senat aus. Ende August 1990 wurde er pensioniert.
Schroeder-Printzen war zudem Präsidiums- und Präsidialratsmitglied und gehörte bis 1989 der Dokumentationskommission des BSG an. Auch hatte er von 1969 bis 1972 die Funktion des ersten richterlichen Pressereferenten des BSG inne.
In publizistischer Hinsicht trat er unter anderem mit einem mehrfach aufgelegten Lehrbuch zum Allgemeinen Verwaltungsrecht in Erscheinung. Überdies war er Mitautor und Herausgeber von Kommentaren zum Sozialgerichtsgesetz und zum SGB X.
Schroeder-Printzen war Träger des Großen Verdienstkreuzes des Verdienstordens der Bundesrepublik Deutschland, das er für seine besonderen Verdienste um Rechtsprechung und Wissenschaft im sozialrechtlichen Bereich erhielt.

## Quelle
- Vorsitzender Richter am BSG a. D. Günther Schroeder-Printzen verstorben, juris vom 11. Juli 2011.

| Personendaten    | Personendaten               |
| ---------------- | --------------------------- |
| NAME             | Schroeder-Printzen, Günther |
| KURZBESCHREIBUNG | deutscher Jurist            |
| GEBURTSDATUM     | 28. August 1924             |
| GEBURTSORT       | Hamburg                     |
| STERBEDATUM      | 27. Juni 2011               |